# National Board of Review Awards 1965
La 37ª edizione dei National Board of Review Awards si è tenuta il 9 gennaio 1966.

## Classifiche

### Migliori dieci film
- L'incredibile Murray: l'uomo che disse no (A Thousand Clowns), regia di Fred Coe
- Il treno (The Train), regia di John Frankenheimer
- The Eleanor Roosevelt Story, regia di Richard Kaplan
- La nave dei folli (Ship of Fools), regia di Stanley Kramer
- Il dottor Zivago (Doctor Zhivago), regia di David Lean
- Il tormento e l'estasi (The Agony and the Ecstasy), regia di Carol Reed
- La spia che venne dal freddo (The Spy Who Came in From the Cold), regia di Martin Ritt
- Darling, regia di John Schlesinger
- La più grande storia mai raccontata (The Greatest Story Ever Told), regia di George Stevens
- Tutti insieme appassionatamente (The Sound of Music), regia di Robert Wise

### Migliori film stranieri
- Šinel', regia di Aleksej Vladimirovič Batalov
- Gertrud, regia di Carl Theodor Dreyer
- Giulietta degli spiriti, regia di Federico Fellini
- Zia Tula (La tía Tula), regia di Miguel Picazo
- La bohème, regia di Wilhelm Semmelroth

## Premi
- Miglior film: The Eleanor Roosevelt Story, regia di Richard Kaplan
- Miglior film straniero: Giulietta degli spiriti, regia di Federico Fellini
- Miglior attore: Lee Marvin (Cat Ballou e La nave dei folli)
- Miglior attrice: Julie Christie (Il dottor Zivago)
- Miglior attore non protagonista: Harry Andrews (Il tormento e l'estasi e La collina del disonore)
- Miglior attrice non protagonista: Joan Blondell (Cincinnati Kid)
- Miglior regista: John Schlesinger (Darling)